# Christoph Chappuzeau (Geheimsekretär)

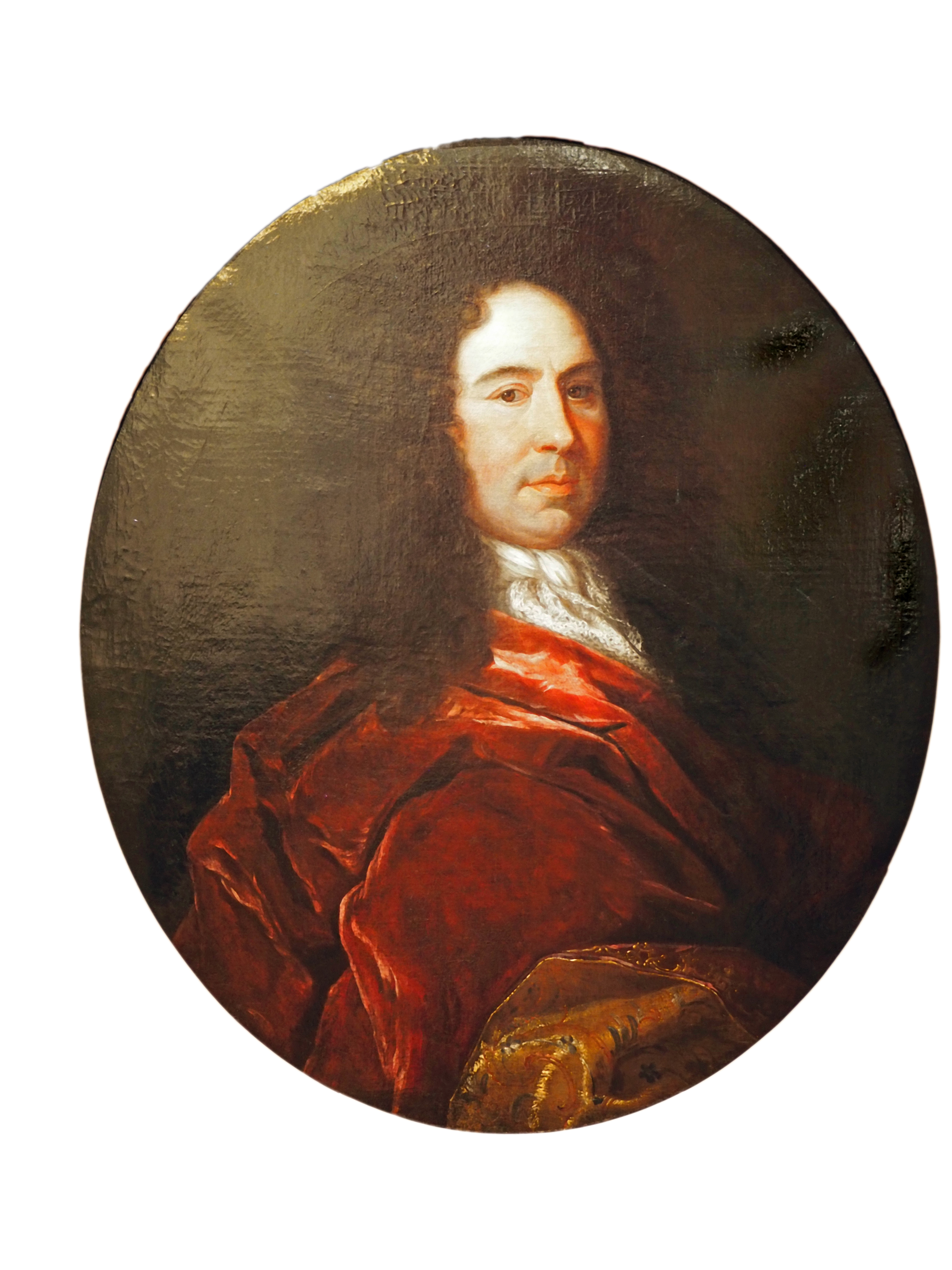
Christoph Chappuzeau im Jahr 1699;
Ölgemälde von Lafontaine im Bomann-Museum

Christoph Chappuzeau (auch: Christophe Chappuzeau; * 15. November 1656 in Amsterdam; † 11. März 1734 in Celle) war ein Presbyter und Geheimer Kammersekretär. Sein Briefwechsel mit Gottfried Wilhelm Leibniz zählt zum Weltdokumentenerbe.

## Leben
Christophe Chappuzeau wurde wenige Jahre nach dem Dreißigjährigen Krieg als Sohn des aus Paris stammenden Pagenhofmeisters Samuel Chappuzeau und der Maria de la Serra in Amsterdam geboren. Ab 1676 wirkte er am Hof in Celle und wurde als Geheimsekretär von Herzog Georg Wilhelm von Braunschweig-Lüneburg tätig. Zwischen dem 24. Oktober 1693 und dem 24. November 1696 sandte er dreizehn handschriftliche Briefe an Gottfried Wilhelm Leibniz, die sich bis heute erhalten haben.
Neben seinen beruflichen Tätigkeiten wirkte Chappuzeau als Presbyter der Hugenotten-Gemeinde in Celle.
Der Geheime Kammersekretär heiratete am 17. Oktober 1681 in der Kapelle des Celler Schlosses Anna Katharina Plaumbaum. So wurde er Schwager des Lüneburger Archivars und Bibliothekars Johann Heinrich Büttner (1666–1746). Der Sohn Albrecht Ludwig (1686–1754) wurde hannoverscher Hofmedicus, Vater von Christoph Heinrich Chappuzeau und Großvater von Rudolf Chappuzeau, der Sohn Conrad Nicolaus (1693–1786) wurde Amtmann in Nienburg. Aus der Ehe erwuchs auch die am 15. Juni 1702 in Celle geborene Tochter Susanna Elisabeth Chappuzeau, die Nicolaus Eggers heiratete. Chappuzeau, der sein Adelsprädikat niederlegte, wurde zum Stammvater aller in Hannover lebenden Chappuzeau.
Der Geheime Kammersekretär wurde auf dem Neuenhäuser Kirchhof in Celle beigesetzt.
Das Bomann-Museum besitzt ein Gemälde mit einer Darstellung Chappuzeaus durch den Maler Georg Wilhelm Lafontaine.